# Aspindza (gemeente)
Aspindza (Georgisch: ასპინძის მუნიციპალიტეტი, Aspindzis munitsipaliteti) is een gemeente in het zuiden van Georgië met ongeveer 10.600 inwoners (2024), gelegen in de regio Samtsche-Dzjavacheti. De gemeente heeft een oppervlakte van 825 km² en het bestuurlijk centrum is de gelijknamige plaats. Aspindza is gesitueerd in een berglandschap dat de westelijke grens vormt van het Dzjavacheti-hoogland. In de gemeente liggen enkele van de belangrijkste Georgische toeristische attracties, namelijk Vardzia en Fort Chertvisi.

## Geschiedenis
Het gebied van de hedendaagse gemeente Aspindza lag in het vorstendom Atabegaat Samtsche (Samtsche-Saatabago, of ook wel Mescheti) dat aanvankelijk in de 15 eeuw onafhankelijk werd van het Koninkrijk Georgië, maar in de 16e eeuw door zowel het Ottomaanse Rijk als Safavidisch Perzië werd bevochten, met name het oostelijke deel. Met de Vrede van Amasya in 1555 kwam Aspindza in Perzisch gecontroleerd gebied te liggen. In de 17e eeuw kwam het gebied onder Ottomaanse controle, en werd het onderdeel van het Eyalet van Çıldır (of ook Pasjalik Achaltsiche).

### Russisch gezag

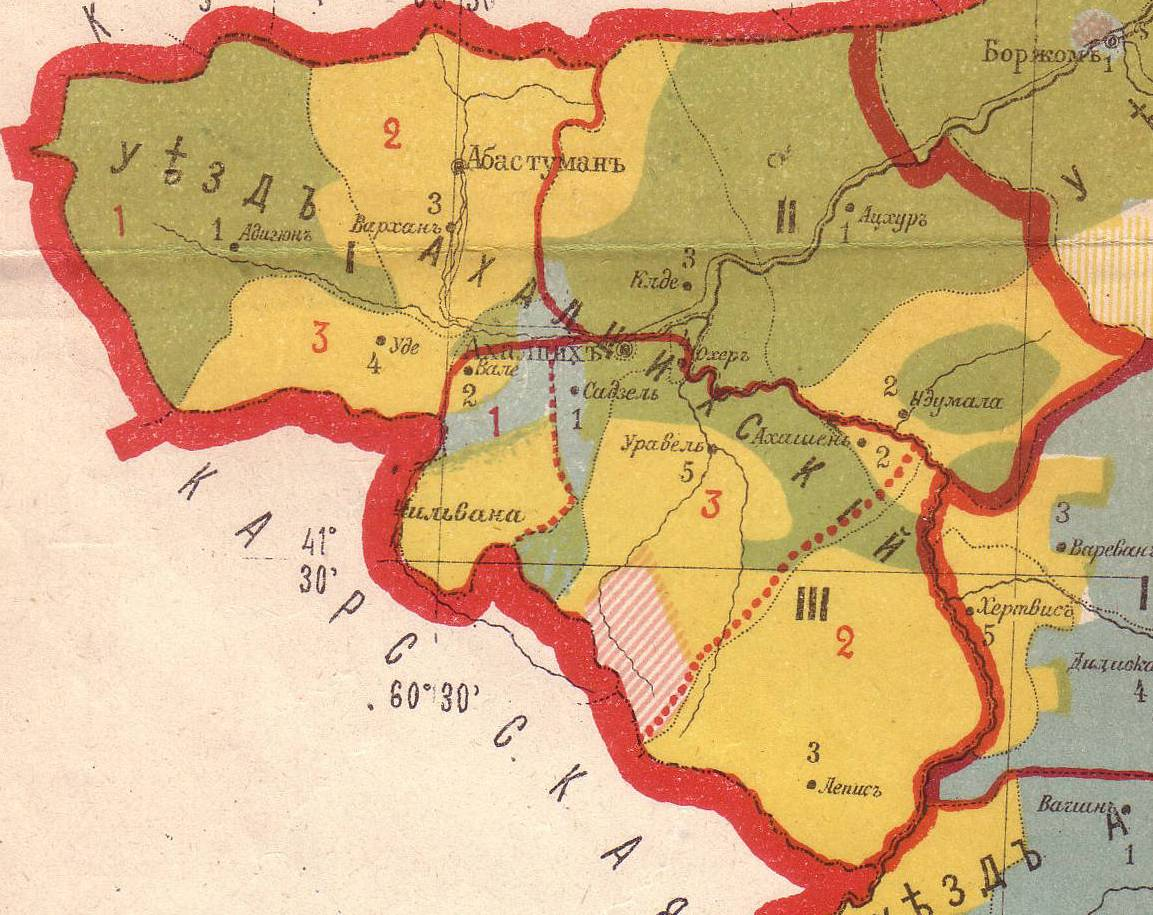
Oejezd Achaltsiche

In de 18e eeuw werd het gebied wederom betwist toen het Georgische Koninkrijk Kartli-Kachetië zich los probeerde te worstelen van zowel de Perzen als de Turken. Dit liep met Russische steun uit op een mislukking bij Aspindza (Slag bij Aspindza), waardoor het gebied onder Turks gezag bleef. Gedurende de eerste fase van de Russische annexatie van Georgische gebieden in het begin van de 19e eeuw lag Aspindza nog in het Ottomaanse Rijk. Na de Russisch-Turkse Oorlog (1828-1829) en het Verdrag van Adrianopel kwam Aspindza en omgeving onder Russisch gezag te staan.
Het gebied werd vervolgens vanaf 1840 voor het grootste deel bestuurlijk onderdeel van het oejezd Achaltsiche, dat korte tijd deel uitmaakte van het gouvernement Georgië-Imeretië. Het oejezd Achaltsiche werd tijdens de splitsing van dat gouvernement in 1846 ingedeeld bij het gouvernement Koetais, om vervolgens in 1867 bij het gouvernement Tiflis ingedeeld te worden. Het oejezd Achaltsiche was onderverdeeld in drie gemeentelijke districten (oetsjastok, Russisch: yча́сток), waarbij het gebied van de hedendaagse gemeente Aspindza onderdeel was van de oostelijke delen van de gemeentelijke districten Oeravel (Уравельский участок, Oeravelskiy oetsjastok) en Atschoer (Ацхурский участок, Atschoerskiy oetsjastok).

### Moderne indeling
Deze indeling bleef feitelijk bestaan tot de Sovjetverovering van de Democratische Republiek Georgië in 1921 en de bestuurlijke hervorming in 1930. In dat jaar werd het rajon Tolosji (Russisch: Толошский; Georgisch: ტოლოში), maar in 1933 veranderde de naam in Aspindza.. Na de onafhankelijkheid van Georgië werd het district in 1995 ingedeeld bij de nieuw gevormde regio (mchare) Samtsche-Dzjavacheti, en in 2006 werd het district omgevormd tot gemeente.

## Geografie
Aspindza  grenst in het westen aan de gemeente Achaltsiche, in het noorden aan Bordzjomi, in het oosten aan de gemeente Achalkalaki en langs de zuidkant ligt Turkije. Hier is geen grensovergang mee.

### Bergen en rivierkloven
Het oostelijk deel van de gemeente ligt in het uiteinde van het Dzjavacheti hooglandplateau dat wordt begrensd door de rivier Mtkvari die in een diepe kloof vanaf Turkije door de gemeente stroomt. Bij Chertvisi zijn de Mtkvari en Paravani-kloven bijna 500 meter diep, en ligt het hoogland op ongeveer 1.600-1.700 meter boven zeeniveau.
Het noordelijk deel van de gemeente ligt in het Trialetigebergte met een hoogste punt van 2.850 meter (berg Sjaviklde) terwijl in het zuidelijke grensland met Turkije het Eroesjeti Hoogland ligt met een hoogste punt van 2.964 meter boven zeeniveau (berg Goembati). Door de gemeente stromen verschillende zijrivieren van de Mtkvari, waarvan de Kvabliani de belangrijkste is. 

## Demografie
Begin 2024 telde de gemeente Aspindza 10.572 inwoners, een geringe toename ten opzichte van de volkstelling van 2014.
| Gemeente Aspindza                                                       | - | -   | -   | 32.644 | 11.265 | 12.494 | 12.264 | 13.262 | 13.010 | 10.372 | 10.535 | 10.572 |  |  |
|                                                                         |   |     |     |        |        |        |        |        |        |        |        |        |  |  |
| Aspindza                                                                | - | 553 | 679 | 1.461  | 1.609  | 2.550  | 2.877  | 3.711  | 3.243  | 2.793  | 2.649  | 2.474  |  |  |
| Verantwoording data: Bevolkingsstatistiek Georgië 1897 tot heden. Noot: |   |     |     |        |        |        |        |        |        |        |        |        |  |  |

### Etniciteit en religie

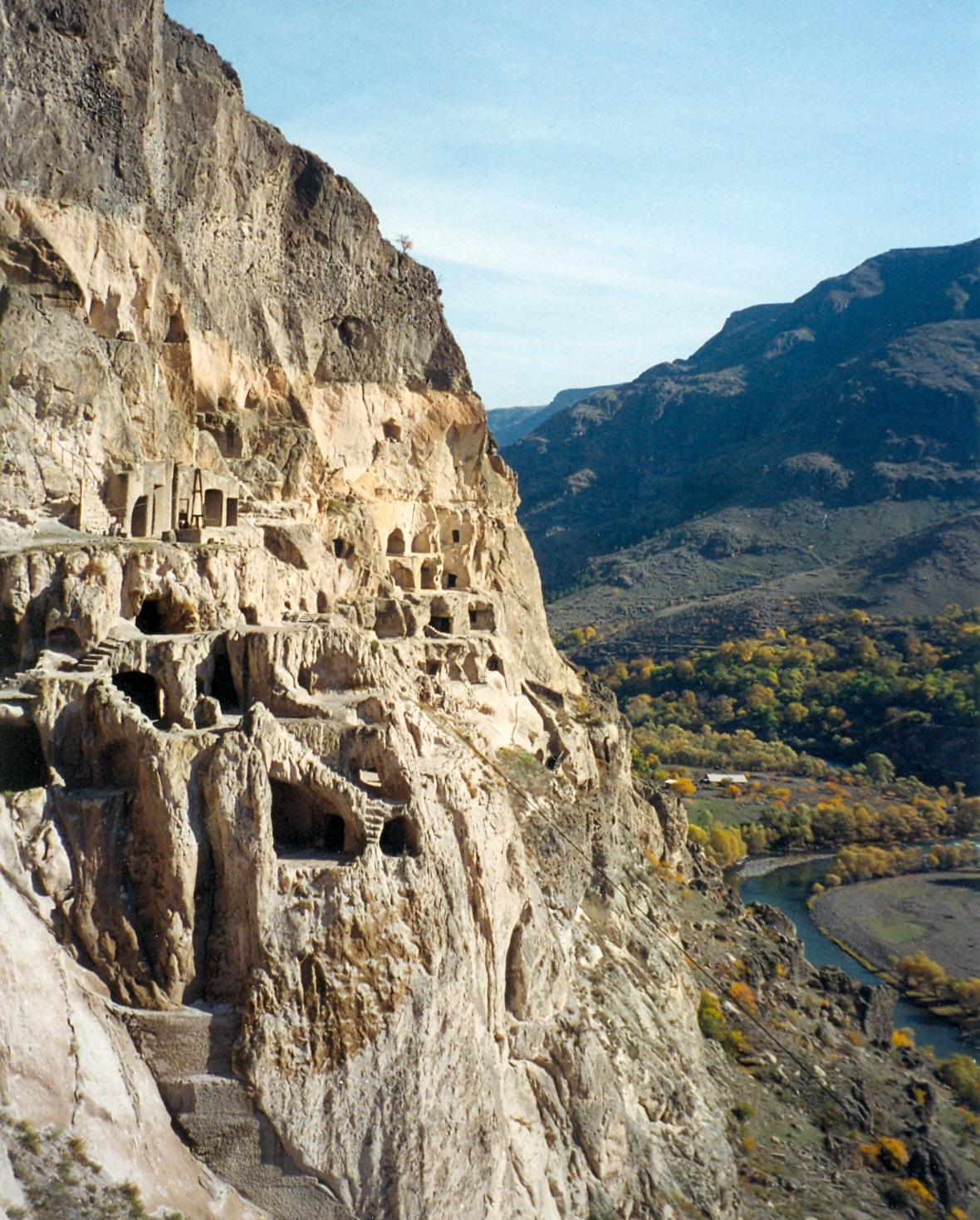
Vardzia met uitzicht op de Mtkvari

De bevolking van Aspindza bestond volgens die volkstelling voor ruim 86% uit Georgiërs. De veruit grootste etnische minderheid zijn de Armeniërs (13%), die vrijwel allemaal in het dorpje Damala net buiten de hoofdplaats Aspindza wonen. Andere etnische minderheden zijn kleine aantallen Russen, Osseten, Oekraïners en Pontische Grieken. Het grootste deel van de inwoners was volgens de volkstelling Georgisch-Orthodox (74,8%), gevolgd door moslim Georgiërs (11,4%) en Armeens-Apostolen (9,5%). Andere religieuze minderheden zijn katholieken (2,3%) en een kleine gemeenschap van enkele tientallen jehova's.

### Mescheten
In november 1944 werden de Mescheten, een Turkssprekende etnische groep van overwegend moslimgeloof die in dit gebied woonden, naar Centraal-Aziatische Sovjetrepublieken gedeporteerd als onderdeel van een stalinistische hervestigingsoperatie. De Mescheten vormden op dat moment twee derde van de bevolking van het rajon (1939: 21.612 van de 32.644  inwoners). In 1959 was het district 21.000 inwoners armer, waarbij nauwelijks mensen met een Turkse identiteit werden geteld. Pogingen om hen in het onafhankelijke Georgië terug te laten keren lopen stroef, en ondervindt lokale weerstand.

## Administratieve onderverdeling

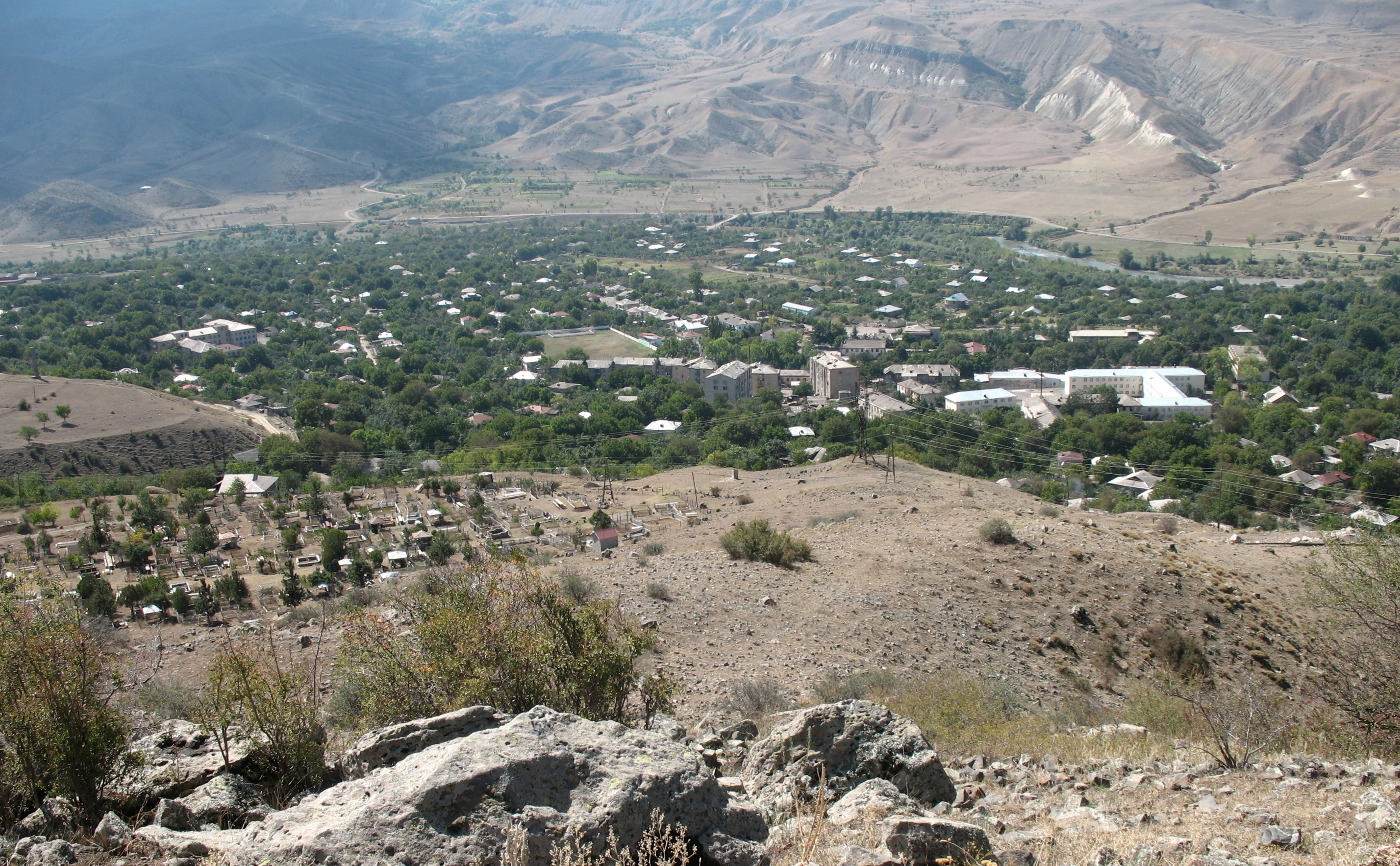
Gemeentelijk centrum Aspindza

De gemeente Aspindza is administratief onderverdeeld in 12 gemeenschappen (თემი, temi) met in totaal 24 dorpen (სოფელი, sopeli) en één 'nederzetting met stedelijk karakter' (დაბა, daba), het bestuurlijk centrum Aspindza.

## Bestuur
De gemeenteraad van Aspindza (Georgisch: საკრებულო, sakreboelo) wordt elke vier jaar gekozen in een gemengd kiesstelsel. Een deel wordt via enkelvoudige kiesdistricten gekozen en een deel via evenredige vertegenwoordiging van gesloten partijlijsten, waarvoor een kiesdrempel geldt van drie procent.
| Partij | Partij                             | 2014 | 2017 | 2021 |
| ------ | ---------------------------------- | ---- | ---- | ---- |
|        | Georgische Droom (GD)              | 17   | 22   | 22   |
|        | Verenigde Nationale Beweging (UNM) | 5    | 1    | 6    |
|        | Overige partijen                   | 5    | 4    | 2    |
| Totaal | Totaal                             | 27   | 27   | 30   |

## Bezienswaardigheden

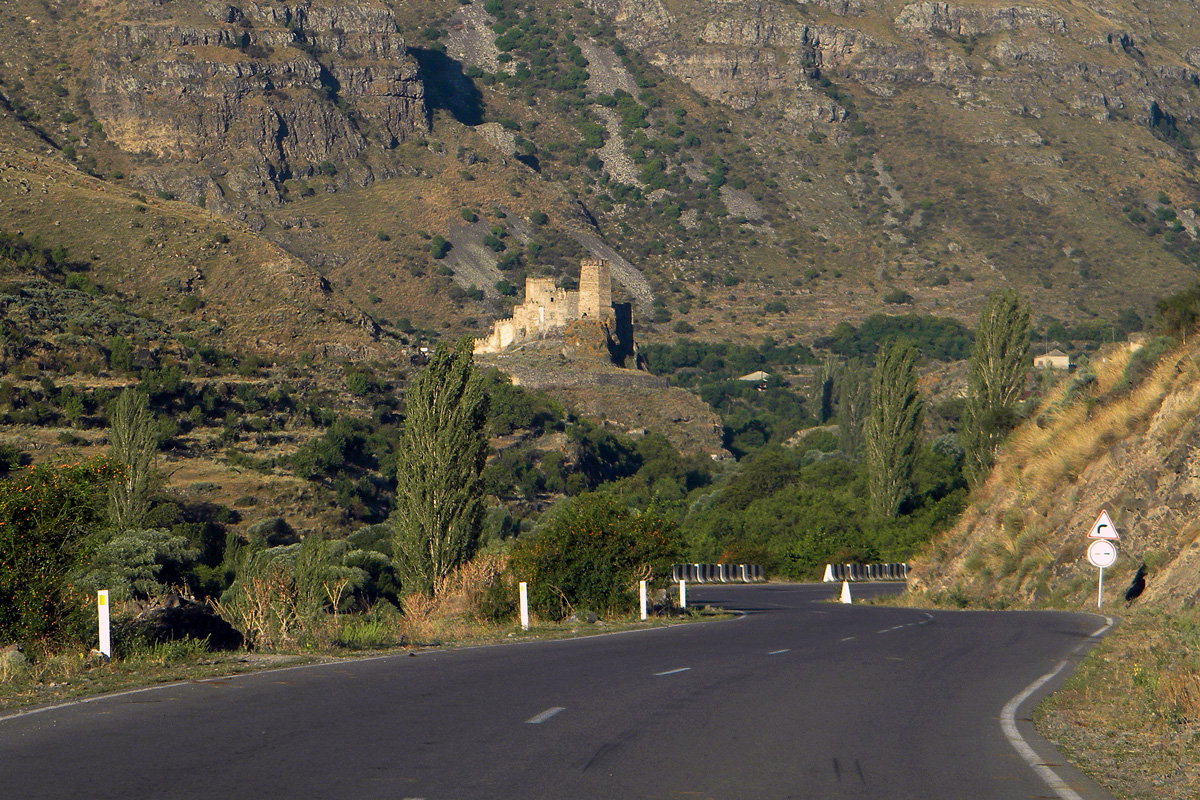
Weg door de Paravani en Mtkvari rivierkloof

In de gemeente zijn diversebezienswaardigheden:
- Grottenkloosterstad Vardzia. Een van de historische en toeristische hoogtepunten in het land.
- Fort Chertvisi, een middeleeuws fort op een rots bij de samenvloeiing van de rivieren Paravani en Mtkvari.[32]

## Vervoer
De belangrijkste doorgaande route door de gemeente is de S11 / E691 die Achaltsiche met Armenië verbindt. In de late Sovjet periode was deze weg onderdeel van de A306 Sovjet hoofdroute. Bij Fort Chertvisi takt de nationale route Sh58 af naar Vardzia. Er zijn geen treinstations in de buurt.